# Amblypterus
Genre
Amblypterus est un genre fossile de poissons à nageoires rayonnées de la famille également éteinte des Amblypteridae. Il a vécu lors du Permien. Ce genre a été décrit par Louis Agassiz en 1833.

## Liste des espèces
Classification du genre Amblypterus :
- † Amblypterus arcuatus Egerton 1850
- † Amblypterus beaumonti Egerton 1850
- † Amblypterus blainvillei Agassiz 1818
- † Amblypterus carolinae Hay 1902
- † Amblypterus decorus Egerton 1850
- † Amblypterus duvernoyi Agassiz 1833
- † Amblypterus latus Agassiz 1833
- † Amblypterus reussi Heckel 1861
- † Amblypterus stewarti Romer 1942
- † Amblypterus traquairi Woodward 1891
- † Amblypterus voltzi Agassiz 1833